# Mountain View (Arkansas)
Mountain View település az Amerikai Egyesült Államok Arkansas államában, Stone megyében, melynek megyeszékhelye is. Lakosainak száma 2877 fő (2020. április 1.).

## Népesség
A település népességének változása:

| 2010 | 2 748 |
| 2020 | 2 877 |